# Aubertoperla illiesi
Aubertoperla illiesi är en bäcksländeart som först beskrevs av Froehlich 1960.  Aubertoperla illiesi ingår i släktet Aubertoperla och familjen Gripopterygidae. Inga underarter finns listade i Catalogue of Life.